# Owensburg
Owensburg – jednostka osadnicza w Stanach Zjednoczonych, w stanie Indiana, w hrabstwie Greene.